# Necromancer
Necromancer est une série de comics originellement publiée par Top Cow. Elle n'a duré que 6 numéros.

## Albums
Fr
- Tome 1 : Face aux ténèbres (2006)

US
- "Something in the way", part #1-3
- "Lithium", part #1-3

## Synopsis
C'est histoire d'Abigail van Alstine une jeune fille avec des pouvoirs mystiques.

## Publication

### Éditeurs
- Delcourt (Collection Contrebande) : Tome 1 (première édition du tome 1).